# Cândido Inácio da Silva
Cândido Ignácio da Silva (Rio de Janeiro, 1800 - 1838) était un violoniste, chanteur, poète et compositeur brésilien, le plus grand modinheiro de sa génération, surnommé le « Schubert brésilien» par Mário de Andrade. Il a également composé des œuvres à caractère religieux et des opéras.

« Este músico, totalmente ignorado por nós, me parece estar entre as figuras mais dignas de pesquisa da composição nacional »

— Mário de Andrade
Il occupait la chaise numéro 10 de l'Académie brésilienne de musique.